# 11. Europejski Puchar Mistrzów w Brydżu Sportowym
11. Europejski Puchar Mistrzów w Brydżu Sportowym (11th European Champions’ Cup) − zawody brydżowe, które były rozgrywane w Ejlacie (Izrael) w dniach 15-18 listopada 2012 roku.
Miejsca medalowe zdobyły:
1. Włochy G.S. Allegra: Norberto Bocchi, Giorgio Duboin, Guido Ferraro, Maria Teresa Lavazza, Agustin Madala, Antonio Sementa;
2. Włochy Angelini:  Francesco Angelini, Leonardo Cima, Benito Garozzo, Valerio Giubilo, Lorenzo Lauria, Alfredo Versace;
3. Monako Monaco FM: Fulvio Fantoni, Geir Helgemo, Tor Helness, Franck Multon, Claudio Nunes, Pierre Zimmermann.

## Poprzedni zwycięzcy
W poprzednich, 10. zawodach, które odbyły się w Bad Honnef, (Niemcy) w okresie 17..20 listopada 2011 roku medalowe miejsca zdobyły:
1. G.S. Allegra (Włochy) – Norberto Bocchi, Giorgio Duboin, Guido Ferraro, Agustin Madala, Antonio Sementa, Maria Teresa Lavazza;
2. BC `T Onstein 1 (Holandia) – Sjoert Brink, Bas Drijver, Bauke Muller, Simon de Wijs;
3. Vito (Bułgaria) – Rosen Gunew, Kalin Karaiwanow, Iwan Nanew, Weliczka Rusewa, Toni Rusew.

W 10. ECC startowała polska drużyna (Auguri Warsaw), która zdobyła 5. miejsce.

## Format zawodów
- Do zawodów zostało zaproszonych 12 drużyn;
- Drużyny podzielono na dwie grupy i miały do rozegrania rundę eliminacyjną w postaci meczów każdy z każdym (20 rozdań). Uzyskane punkty IMP tych meczów były przeliczane na VP w skali 0–25;
- Z każdej grupy do półfinału A awansowały po 2 pierwsze drużyny, dwie następne do półfinału B a kolejne dwie do półfinału C. W półfinałach rozegrano 48 rozdań: 3 sesje po 16 rozdań;
- Zwycięzcy półfinału A rozgrywali 48 rozdaniowy finał (3* 16), który decydował o zwycięstwie w zawodach. Drużyny, które przegrały w półfinale A rozegrały 32 rozdaniowy (2* 16) mecz o 3. miejsce;
- Zwycięzcy półfinałów B i C rozegrały 32 rozdaniowe (2* 16) mecze odpowiednio o 5. i 9. miejsca. Przegrani półfinałów B i C nie rozgrywali dalszych pojedynków;
- Zdobywcy 3 pierwszych miejsc (oprócz nagród pieniężnych) otrzymali odpowiednio złoty, srebrny i brązowe medale;
- Zwycięzcy otrzymali ponadto Puchar oraz tytuł Klubowego Mistrza Europy (European Champion Club);
- Zwycięzcy będą również (automatycznie) uczestnikami następnej edycji zawodów (w roku 2013) i będą bronić tytułu.

## Uczestnicy zawodów
1. Anglia Hinden: David Burn, Frances Hinden, Graham Osborne, Nicklas Sandqvist;
2. Bułgaria Radkov BC: Anton Andonov, Stanislav Nedkov, Radosslav Radev, Stefan Skorczew, Tenyu Tenev, Rumen Trendafiłow;
3. Holandia Het Witte Huis: Jan Jansma, Gert-Jan Paulissen, Ricco van Prooijen, Louk Verhees Jr.;
4. Izrael Israel Blue: Michael Barel, Eldad Ginnosar, Ilan Herbst, Ofir Herbst, Ron Pachtman, Zack Yaniv;
5. Izrael Israel White Allon Birman, Lotan Fiszer, Gilad Ofir, Deror Padon, Ron Schwartz;
6. Monako Monaco FM: Fulvio Fantoni, Geir Helgemo, Tor Helness, Franck Multon, Claudio Nunes, Pierre Zimmermann;
7. Niemcy Burghausen 1: Miklos Dumbovich, Michael Elinescu, Josef Harsanyi, Reiner Marsal, Dirk Schroeder, Entscho Wladow;
8. Polska CONSUS Kalisz: Dominik Filipowicz, Marian Kupnicki, Leszek Majdański, Krzysztof Martens, Piotr Żak, Jerzy Zaremba;
9. Rosja BC Real: Sjoert Brink, Bas Drijver, Aleksandr Dubinin, Evgueni Gladysh, Andriej Gromow, Michaił Krasnosielski;
10. Szwecja BK Lavec: Smile Peter Fredin, Fredrik Nyström, Johan Upmark, Juan Carlos, Ventin Camprubi, Frederic Wrang;
11. Włochy Angelini:  Francesco Angelini, Leonardo Cima, Benito Garozzo, Valerio Giubilo, Lorenzo Lauria, Alfredo Versace;
12. Włochy G.S. Allegra (obrońcy tytułu): Norberto Bocchi, Giorgio Duboin, Guido Ferraro, Maria Teresa Lavazza, Agustin Madala, Antonio Sementa.

## Transmisje z zawodów
Wszystkie sesje zawodów były transmitowane w internecie poprzez BBO. Była jednoczesna transmisja z 4 stołów (dwa mecze).
Będą następujące transmisje:
- W czwartek, 15 listopada 1500: runda 1;
- W czwartek, 15 listopada 2010: runda 2;
- W piątek, 16 listopada 900: runda 3;
- W piątek, 16 listopada 1300: runda 4;
- W piątek, 16 listopada 1610: runda 5;
- W sobotę, 17 listopada 930: półfinał, sesja 1;
- W sobotę, 17 listopada 1300: półfinał, sesja 2;
- W sobotę, 17 listopada 1540: półfinał, sesja 3;
- W niedzielę, 18 listopada 930: finał, sesja 1.
- W niedzielę, 18 listopada 1300: finał, sesja 2.
- W niedzielę, 18 listopada 1540: finał, sesja 3.

## Wyniki zawodów

### Rozgrywki w grupach
Po rundzie „każdy z każdym” drużyny zdobyły następujące ilości punktów:
| Grupa A | Grupa A      | Grupa A |
| M       | Drużyna      | Wynik   |
| ------- | ------------ | ------- |
| 1       | Monaco FM    | 91      |
| 2       | Angelini     | 81      |
| 3       | Israel Blue  | 80      |
| 4       | BK Lavec     | 72      |
| 5       | Hinden       | 67      |
| 6       | Burghausen 1 | 55      |

| Grupa B | Grupa B        | Grupa B |
| M       | Drużyna        | Wynik   |
| ------- | -------------- | ------- |
| 1       | BC Real        | 89      |
| 3       | G. S. Allegra  | 86      |
| 4       | Radkov BC      | 78      |
| 2       | Het Witte Huis | 77      |
| 5       | Israel White   | 67      |
| 6       | Consus Kalisz  | 50      |

### Rozgrywki półfinałowe
W rozgrywkach półfinałowych drużyny uzyskały następujące wyniki:
| Półfinały | Półfinały      | Półfinały | Półfinały | Półfinały | Półfinały | Półfinały |
| Poziom    | Drużyna        | 1         | 2         | Σ         | 3         | Σ         |
| --------- | -------------- | --------- | --------- | --------- | --------- | --------- |
| 1..4      | BC Real        | 26        | 16        | 42        | 39        | 81        |
| 1..4      | Angelini       | 15        | 49        | 64        | 30        | 94        |
| 1..4      | Monaco FM      | 29        | 23        | 52        | 41        | 93        |
| 1..4      | G. S. Allegra  | 55        | 29        | 84        | 60        | 144       |
| 5..8      | Israel Blue    | 60        | 10        | 70        | 30        | 100       |
| 5..8      | Het Witte Huis | 35        | 39        | 74        | 22        | 96        |
| 5..8      | Radkov BC      | 27        | 25        | 52        | 57        | 109       |
| 5..8      | BK Lavec       | 42        | 24        | 66        | 28        | 94        |
| 9..12     | Hinden         | 26        | 22        | 48        | 41        | 89        |
| 9..12     | Consus Kalisz  | 51        | 21        | 72        | 18        | 90        |
| 9..12     | Israel White   | 30        | 40        | 70        | 56        | 126       |
| 9..12     | Burghausen 1   | 28        | 18        | 46        | 32        | 78        |

### Runda finałowa
| Miejsca 3-4, 5-6 i 9-10 | Miejsca 3-4, 5-6 i 9-10 | Miejsca 3-4, 5-6 i 9-10 | Miejsca 3-4, 5-6 i 9-10 | Miejsca 3-4, 5-6 i 9-10 |
| Poziom                  | Drużyna                 | 1                       | 2                       | Σ                       |
| ----------------------- | ----------------------- | ----------------------- | ----------------------- | ----------------------- |
| 3-4                     | Monaco FM               | 57                      | 24                      | 81                      |
| 3-4                     | BC Real                 | 38                      | 25                      | 63                      |
| 5-6                     | Israel Blue             | 39                      | 44                      | 83                      |
| 5-6                     | Radkov BC               | 37                      | 25                      | 62                      |
| 9-10                    | Consus Kalisz           | 52                      | 39                      | 91                      |
| 9-10                    | Israel White            | 27                      | 32                      | 59                      |

| Finał         | Finał | Finał | Finał | Finał | Finał |
| Drużyna       | 1     | 2     | Σ     | 3     | Σ     |
| ------------- | ----- | ----- | ----- | ----- | ----- |
| G. S. Allegra | 55    | 58    | 113   | 46    | 159   |
| Angelini      | 23    | 28    | 51    | 30    | 81    |